# Poem
Poem (betont auf der zweiten Silbe; von gr. poiēma,  poiesis  „Erschaffung“,  poiēo  „ich mache“) ist im Deutschen ein bildungssprachlich veraltetes Synonym für ein (längeres) Gedicht. Während der Begriff im Deutschen heute meist abschätzig gebraucht wird, sind die Begriffe poem im Englischen bzw. poème im Französischen neutrale Bezeichnung für ein Gedicht oder Versdichtung allgemein.

## Das Poem in der slawischen Literatur
In der russischen (und auch in der bulgarischen) Literatur bezeichnet Poem (russisch поэ́ма poema) ein umfangreiches, oft mehrteiliges oder als Zyklus angelegtes dichterisches Werk mit lyrischen und epischen Elementen. Eine verbindliche metrische Struktur weist das Poem nicht auf. Kennzeichnend ist das Auftreten eines lyrischen Subjekts, das seine Gefühle und Werturteile zum epischen Geschehen unmittelbar zum Ausdruck bringt.
Die Gattung des Poems entstand ab dem Klassizismus. Als frühes Beispiel gilt Michail Lomonossows Peter der Große von 1760/1761. Ihre Blütezeit erlebte sie in der Romantik in den Werken von Alexander Puschkin und Michail Lermontow.
Mit Nikolai Alexejewitsch Nekrassow rückten weltanschauliche und moralische Themen stärker in den Mittelpunkt und wurden charakteristisch für die Gattung bis hinein ins 20. Jahrhundert. Ab diesem Zeitpunkt fanden zeitgeschichtliche Themen ihren Eingang, etwa bei Wladimir Majakowskis Wladimir Iljitsch Lenin (1924). Weitere Vertreter der Gattung sind Alexander Blok, Boris Pasternak, Marina Zwetajewa und Anna Achmatowa.
Bekannte Beispiele sind:
- Michail Lomonossow: Peter der Große (1756–1761)
- Alexander Puschkin: Ruslan und Ljudmila (1820), Der Gefangene im Kaukasus (1821), Graf Nulin (1825), Der eherne Reiter (1833)
- Michail Lermontow: Der Dämon (1829–1839)
- Nikolai Nekrassow: Wer lebt glücklich in Russland? (1863–1877), Russische Frauen (1872)
- Iwan Wasow: Kampf (1870), Im Königreich der Waldfeen (1884)
- Alexander Blok: Vergeltung (1910–1921), Die Zwölf (1918), Die Skythen (1918)
- Wladimir Majakowski: Wolke in Hosen (1915), Die Wirbelsäulenflöte (1916), Der Mensch (1918), Ich liebe (1922), Darüber (1923), Wladimir Iljitsch Lenin (1925), Gut! (1927)
- Marina Zwetajewa: Poem vom Ende. Neujahrsbrief (1923), Poem vom Berg (1924–1939)
- Boris Pasternak: Leutnant Schmidt (1926), Das Jahr 1905 (1927)
- Anna Achmatowa: Poem ohne Held (1949–1963)

Mitunter verwendeten russische Autoren die Gattungsbezeichnung „Poem“ auch für Prosatexte, so Nikolai Gogol für Die toten Seelen (1842), Isaak Goldberg für Poem von einer Porzellantasse (1931) oder Wenedikt Jerofejew für Die Reise nach Petuschki (1969).